# Rafał Kosik
Rafał Kosik (ur. 8 października 1971 w Warszawie) – polski pisarz science fiction, założyciel wydawnictwa Powergraph.

## Życiorys
Studiował architekturę na Politechnice Warszawskiej, ale przerwał studia, by wraz z żoną Katarzyną założyć agencję reklamową Powergraph (później przekształconą w wydawnictwo), w której jest dyrektorem kreatywnym i grafikiem. Rysuje również rysunki satyryczne. Autor cyklu powieści Felix, Net i Nika.
Pisze głównie fantastykę naukową, często zbacza też w stronę horroru. Jego debiutem literackim było opowiadanie Pokoje przechodnie opublikowane w Nowej Fantastyce we wrześniu 2001. Publikował opowiadania w Nowej Fantastyce, Science Fiction oraz w internetowych czasopismach Fahrenheit i Esensja. Jego pierwszą powieścią był Mars, opublikowany w 2003 roku przez wydawnictwo Ares. Za następną powieść Vertical (2006) otrzymał nominację do Nagrody im. Janusza A. Zajdla. Powieść ta zwyciężyła także w plebiscycie Nautilus 2006 (wraz z Czarnym pergaminem Rafała Dębskiego).
W 2008 roku ukazała się jego kolejna powieść Kameleon, która w roku 2009 otrzymała nagrodę główną Nagrody Literackiej im. Jerzego Żuławskiego oraz Nagrodę im. Janusza A. Zajdla. W 2018 roku ponownie otrzymał tę drugą, tym razem za powieść Różaniec, wydaną w 2017 roku.
Scenariusz na podstawie pierwszej książki Felix, Net i Nika oraz Gang Niewidzialnych Ludzi nagrodzono w Polsko-Włoskim Konkursie na Scenariusz Filmu dla Młodego Widza, jednak film o tym tytule nie powstał. Nakręcono natomiast kolejny w oparciu o drugą książkę pt. Felix, Net i Nika oraz Teoretycznie Możliwa Katastrofa. Film miał swoją premierę 29 września 2012.
Współpracował przy powstawaniu scenariusza serialu anime Cyberpunk: Edgerunners. W 2023 opublikował powieść pt. Cyberpunk 2077: Bez przypadku.

## Wyróżnienia
W 2006 powieść Vertical otrzymała Nagrodę Nautilus, była również nominowana do Nagrody im. Janusza A. Zajdla. W tym samym roku powieści Felix, Net i Nika oraz Gang Niewidzialnych Ludzi oraz Felix, Net i Nika oraz Teoretycznie Możliwa Katastrofa otrzymały tytuł Książki Roku 2005 Polskiej Sekcji IBBY. Autor otrzymał również drugą nagrodę za rok 2005 na Pierwszym Polsko-Włoskim Konkursie na Scenariusz Filmu dla Młodego Widza, organizowanym m.in. przez Stowarzyszenie Filmowców Polskich, TVP, Polski Instytut Sztuki Filmowej oraz Festiwal Filmów Dziecięcych w Giffoni za scenariusz serialu opartego na Felix, Net i Nika oraz Gang Niewidzialnych Ludzi (produkcja ostatecznie nie została zrealizowana).
W 2008 pisarz otrzymał nagrodę Mały Dong – Dziecięcy Bestseller Roku 2007 za powieść Felix, Net i Nika oraz Pułapka Nieśmiertelności. W tym samym roku powieść Felix, Net i Nika oraz Pałac Snów była nominowana do Książki Roku 2007 Polskiej Sekcji IBBY.
W plebiscycie „Fantastyka 2008” portalu Katedra pisarz otrzymał nagrody za Najlepszą Polską Książkę Fantastyczną (Kameleon) oraz Najlepszą Młodzieżową Książkę Fantastyczną (Felix, Net i Nika oraz Orbitalny Spisek).
W plebiscycie „Fantastyka 2009” portalu Katedra pisarz otrzymał nagrody za Najlepsze Wznowienie (Mars) oraz Najlepszą Młodzieżową Książkę Fantastyczną (Felix, Net i Nika oraz Trzecia Kuzynka).
W 2009 powieść Kameleon otrzymała Nagrodę im. Janusza A. Zajdla, Nagrodę Główną w Nagrodzie Literackiej im. Jerzego Żuławskiego oraz Sfinksa w kategorii Polska powieść roku.
W 2010 razem z żoną Katarzyną Sienkiewicz-Kosik otrzymał Śląkfę w kategorii Wydawca Roku.
W styczniowym wydaniu Nowej Fantastyki z 2011 ukazał się Top Dekady, w którym cykl Felix, Net i Nika zajął szóste miejsce.
W 2012 pisarz został uhonorowany Medalem za zasługi dla polskiej Fantastyki. Wyróżnienie zostało wręczone przy okazji trzydziestolecia miesięcznika Nowa Fantastyka przez Krzysztofa Dudka, dyrektora Narodowego Centrum Kultury podczas Międzynarodowego Festiwalu Komiksu i Gier w Łodzi.
W 2013 powieść Felix, Net i Nika oraz Świat Zero 2. Alternauci wyróżniono w V Konkursie Literatury Dziecięcej im. Haliny Skrobiszewskiej oraz została wpisana na Listę Skarbów Muzeum Książki Dziecięcej. W tym samym roku opowiadanie Miasto ponad i pod z antologii Herosi otrzymało Sfinksa w kategorii Polskie opowiadanie roku, a film Felix, Net i Nika oraz Teoretycznie Możliwa Katastrofa, do którego Rafał Kosik napisał scenariusz na podstawie własnej powieści, otrzymał nagrodę Best Feature Foreign Mixed Media, przyznawaną w ramach odbywającego się w Los Angeles International Family Film Festival.
W 2014 powieść Felix, Net i Nika oraz Sekret Czerwonej Hańczy została nominowana do Nagrody im. Henryka Sienkiewicza.
W 2015 dwuksiążka Amelia i Kuba. Godzina duchów oraz Kuba i Amelia. Godzina duchów została nominowana do Nagrody Literackiej m.st. Warszawy w kategorii „literatura dziecięca – tekst i ilustracje”.
W 2017 powieść Amelia i Kuba. Stuoki Potwór była nominowana w Plebiscycie Książka Roku Lubimyczytac.pl w kategorii Literatura dziecięca.
W 2018 powieść Różaniec otrzymała Nagrodę im. Janusza A. Zajdla, Nagrodę Główną w Nagrodzie Literackiej im. Jerzego Żuławskiego oraz Puchar Bachusa przyznawany przez Zielonogórski Klub Fantastyki Ad Astra. Była również nominowana w Plebiscycie Książka Roku Lubimyczytac.pl w kategorii Science fiction.
W tym samym roku powieść Amelia i Kuba. Tajemnica dębowej korony otrzymała nominację w Plebiscycie Książka Roku Lubimyczytac.pl w kategorii Literatura dziecięca.
W 2019 powieść Felix, Net i Nika oraz Koniec Świata jaki Znamy otrzymała nominację do Nagrody im. Ferdynanda Wspaniałego.
W 2021 powieść Amelia i Kuba. Złota karta nominowano w Plebiscycie Książka Roku Lubimyczytac.pl w kategorii Literatura dziecięca.

## Twórczość

### Powieści
| Tytuł                                                  | Wydawnictwo | Rok publikacji | Uwagi |
| ------------------------------------------------------ | ----------- | -------------- | ----- |
| Felix, Net i Nika oraz Gang Niewidzialnych Ludzi       | Powergraph  | 2004           | [ a ] |
| Felix, Net i Nika oraz Teoretycznie Możliwa Katastrofa | Powergraph  | 2005           |       |
| Felix, Net i Nika oraz Pałac Snów                      | Powergraph  | 2006           |       |
| Felix, Net i Nika oraz Pułapka Nieśmiertelności        | Powergraph  | 2007           |       |
| Felix, Net i Nika oraz Orbitalny Spisek                | Powergraph  | 2008           |       |
| Felix, Net i Nika oraz Orbitalny Spisek 2: Mała Armia  | Powergraph  | 2009           |       |
| Felix, Net i Nika oraz Trzecia Kuzynka                 | Powergraph  | 2009           |       |
| Felix, Net i Nika oraz Bunt Maszyn                     | Powergraph  | 2011           |       |
| Felix, Net i Nika oraz Świat Zero                      | Powergraph  | 2011           |       |
| Felix, Net i Nika oraz Świat Zero 2. Alternauci        | Powergraph  | 2012           |       |
| Felix, Net i Nika oraz Sekret Czerwonej Hańczy         | Powergraph  | 2013           |       |
| Felix, Net i Nika oraz Klątwa Domu McKillianów         | Powergraph  | 2014           |       |
| Felix, Net i Nika oraz (nie)Bezpieczne Dorastanie      | Powergraph  | 2015           |       |
| Felix, Net i Nika oraz Koniec Świata Jaki Znamy        | Powergraph  | 2018           |       |
| Felix, Net i Nika oraz Zero Szans                      | Powergraph  | 2022           |       |
| Felix, Net i Nika oraz Zero Szans 2. Inne Jutro        | Powergraph  | 2023           |       |

| Tytuł                                       | Wydawnictwo | Rok publikacji | Uwagi |
| ------------------------------------------- | ----------- | -------------- | ----- |
| Amelia i Kuba. Godzina duchów               | Powergraph  | 2014           | [ b ] |
| Kuba i Amelia. Godzina duchów               | Powergraph  | 2014           | [ b ] |
| Amelia i Kuba. Kuba i Amelia. Nowa Szkoła   | Powergraph  | 2015           |       |
| Amelia i Kuba. Stuoki Potwór                | Powergraph  | 2016           |       |
| Amelia i Kuba. Tajemnica dębowej korony     | Powergraph  | 2017           |       |
| Amelia i Kuba. Wenecki spisek               | Powergraph  | 2018           |       |
| Amelia i Kuba. Mi się podoba                | Powergraph  | 2019           |       |
| Amelia i Kuba. Złota karta                  | Powergraph  | 2020           |       |
| Amelia i Kuba. Tajemnica celebryckiej wanny | Powergraph  | 2022           | [ c ] |
| Amelia i Kuba. Mgliste podejrzenia          | Powergraph  | 2024           |       |

| Tytuł                 | Wydawnictwo | Rok publikacji |
| --------------------- | ----------- | -------------- |
| Cyberbaba i hopchatka | Powergraph  | 2024           |
| Zły Meteorolog        | Powergraph  | 2025           |

| Tytuł                         | Wydawnictwo | Rok publikacji |
| ----------------------------- | ----------- | -------------- |
| Cyberpunk 2077: Bez przypadku | Powergraph  | 2023           |

| Tytuł    | Wydawnictwo | Rok publikacji | Uwagi |
| -------- | ----------- | -------------- | ----- |
| Mars     | Ares 2      | 2003           | [ d ] |
| Mars     | Powergraph  | 2009, 2022     | [ d ] |
| Vertical | Powergraph  | 2006           |       |
| Kameleon | Powergraph  | 2008           |       |
| Różaniec | Powergraph  | 2017           |       |

### Zbiory opowiadań
| Tytuł                                         | Wydawnictwo | Rok publikacji | Zawartość |
| --------------------------------------------- | ----------- | -------------- | --- |
| Felix, Net i Nika oraz Nadprogramowe Historie | Powergraph  | 2013           | - Tajemnica Kredokrada - Metoda Sześciopalczastego - Bardzo Senna Ryba - Ściema Smoczysława - Wędrujące Samogłoski - Romantyczny Interdyscyplinarny Projekt - Wysłannicy - Priorytet Zero |

| Tytuł                        | Wydawnictwo | Rok publikacji | Zawartość |
| ---------------------------- | ----------- | -------------- | --- |
| Obywatel, który się zawiesił | Powergraph  | 2011           | - Obywatel, który się zawiesił - Skrytogrzesznicy - Mgła - Za dobre to zrobiliśmy - Coś, czego nigdy nie pamiętamy - Ohyda - Pokoje przechodnie - Szczelina - Czy ktoś tu widział boga? - Wyprawa szaleńców |
| Nowi ludzie                  | Powergraph  | 2013           | - Trzy cyfry, tysiąc kombinacji - Partyline - Zastępniki - Vans Rudiger - Najbardziej zbliżone określenie - Nowi ludzie - Przeskok - Bar - Czarne Słońce - Wielki Błękit                                    |

### Opowiadania
| Tytuł                                                         | Miejsce publikacji | Rok publikacji | Uwagi                                                                          |
| ------------------------------------------------------------- | --- | -------------- | ------------------------------------------------------------------------------ |
| Pokoje przechodnie                                            | Nowa Fantastyka 9/2001 | 2001           |                                                                                |
| Pokoje przechodnie                                            | zbiór opowiadań Obywatel, który się zawiesił | 2011           |                                                                                |
| Zastępniki                                                    | oficjalna strona autora | 2001           |                                                                                |
| Zastępniki                                                    | zbiór opowiadań Nowi ludzie | 2013           |                                                                                |
| Za dobre to zrobiliśmy                                        | Nowa Fantastyka 4/2002 | 2002           |                                                                                |
| Za dobre to zrobiliśmy                                        | zbiór opowiadań Obywatel, który się zawiesił | 2011           |                                                                                |
| Przeskok                                                      | Science Fiction 15 (5/2002) | 2002           |                                                                                |
| Przeskok                                                      | zbiór opowiadań Nowi ludzie | 2013           |                                                                                |
| Wehikuł Czasu                                                 | Fahrenheit-Fantazin 2002 | 2002           | napisane w 2000 roku                                                           |
| Bar                                                           | oficjalna strona autora | 2002           | napisane w 2001 roku                                                           |
| Bar                                                           | zbiór opowiadań Nowi ludzie | 2013           | napisane w 2001 roku                                                           |
| Czarne Słońce                                                 | Science Fiction 18 (9/2002) | 2002           |                                                                                |
| Czarne Słońce                                                 | zbiór opowiadań Nowi ludzie | 2013           |                                                                                |
| Krew                                                          | oficjalna strona autora | 2002           | napisane w 2001 roku                                                           |
| Mgła                                                          | Science Fiction 20 (11/2002) | 2002           |                                                                                |
| Mgła                                                          | zbiór opowiadań Obywatel, który się zawiesił | 2011           |                                                                                |
| Ilsa                                                          | Esensja 1/2003 | 2003           | napisane w 2002 roku                                                           |
| Nowi ludzie                                                   | Nowa Fantastyka 1-2/2003 | 2003           |                                                                                |
| Nowi ludzie                                                   | zbiór opowiadań Nowi ludzie | 2013           |                                                                                |
| Partyline                                                     | Science Fiction 24 (03/2003) | 2003           |                                                                                |
| Partyline                                                     | zbiór opowiadań Nowi ludzie | 2013           |                                                                                |
| Czy ktoś tu widział boga?                                     | Fahrenheit 3/2003 | 2003           | napisane w 2002 roku                                                           |
| Czy ktoś tu widział boga?                                     | zbiór opowiadań Obywatel, który się zawiesił | 2011           | napisane w 2002 roku                                                           |
| Świat pralek                                                  | oficjalna strona autora | 2003           |                                                                                |
| Wielki Błękit                                                 | Science Fiction 27 (06/2003) | 2003           |                                                                                |
| Wielki Błękit                                                 | zbiór opowiadań Nowi ludzie | 2013           |                                                                                |
| Na obraz i podobieństwo                                       | Science Fiction 33 (12/2003) | 2003           |                                                                                |
| Obywatel, który się zawiesił                                  | Nowa Fantastyka 1/2004 | 2004           |                                                                                |
| Obywatel, który się zawiesił                                  | zbiór opowiadań Obywatel, który się zawiesił | 2011           |                                                                                |
| Vans Rudiger                                                  | Science Fiction 35 (2/2004) | 2004           |                                                                                |
| Vans Rudiger                                                  | zbiór opowiadań Nowi ludzie | 2013           |                                                                                |
| Coś, czego nigdy nie pamiętamy                                | Science Fiction 41 (sierpień 2004) | 2004           |                                                                                |
| Coś, czego nigdy nie pamiętamy                                | zbiór opowiadań Obywatel, który się zawiesił | 2011           |                                                                                |
| Szczelina                                                     | Science Fiction 46 (styczeń 2005) | 2005           |                                                                                |
| Szczelina                                                     | zbiór opowiadań Obywatel, który się zawiesił | 2011           |                                                                                |
| Felix, Net i Nika oraz Tajemnica Kredokrada                   | wydanie zeszytowe rozdawane podczas spotkań autorskich | 2005           |                                                                                |
| Felix, Net i Nika oraz Tajemnica Kredokrada                   | zbiór opowiadań Felix, Net i Nika oraz Nadprogramowe Historie | 2013           |                                                                                |
| Trzy cyfry, tysiąc kombinacji                                 | Science Fiction 50 (czerwiec 2005) | 2005           |                                                                                |
| Trzy cyfry, tysiąc kombinacji                                 | zbiór opowiadań Nowi ludzie | 2013           |                                                                                |
| Mars                                                          | Science Fiction F&H 1 (listopad 2005) | 2005           | napisane w 2001 roku, rozwinięte w powieść z 2003 roku                         |
| Felix, Net i Nika oraz Metoda Sześciopalczastego              | wydanie zeszytowe rozdawane podczas spotkań autorskich | 2006           |                                                                                |
| Felix, Net i Nika oraz Metoda Sześciopalczastego              | zbiór opowiadań Felix, Net i Nika oraz Nadprogramowe Historie | 2013           |                                                                                |
| Vertical - Wypawa szaleńców                                   | Science Fiction F&H 8 (czerwiec 2006) | 2006           | rozgrywa się w świecie powieści Vertical                                       |
| Felix, Net i Nika oraz Bardzo Senna Ryba                      | wydanie zeszytowe rozdawane podczas spotkań autorskich | 2007           |                                                                                |
| Felix, Net i Nika oraz Bardzo Senna Ryba                      | zbiór opowiadań Felix, Net i Nika oraz Nadprogramowe Historie | 2013           |                                                                                |
| Ohyda                                                         | Science Fiction F&H 22 (sierpień 2007) | 2007           |                                                                                |
| Ohyda                                                         | zbiór opowiadań Obywatel, który się zawiesił | 2011           |                                                                                |
| Skrytogrzesznicy                                              | Nowa Fantastyka (Wydanie Specjalne) 4/2007 | 2007           |                                                                                |
| Skrytogrzesznicy                                              | zbiór opowiadań Obywatel, który się zawiesił | 2011           |                                                                                |
| Ostatni oddech                                                | Star City - Opowieści z Marsa, Edition Fototapeta z: Konrad Fiałkowski                                                                                               | 2007           | "rozwinięty i przepracowany wątek główny" planowanej kontynuacji powieści Mars |
| Felix, Net i Nika oraz Ściema Smoczysława                     | wydanie zeszytowe rozdawane podczas spotkań autorskich, przygotowane na Międzynarodowe Targi Książki w Warszawie                                                     | 2008           |                                                                                |
| Felix, Net i Nika oraz Ściema Smoczysława                     | zbiór opowiadań Felix, Net i Nika oraz Nadprogramowe Historie | 2013           |                                                                                |
| Jak ConStar uratował Kraków                                   | informator konwentu Constar 2008 | 2008           |                                                                                |
| Plan kapitana Hackwortha                                      | informator konwentu Nordcon 2009 | 2009           |                                                                                |
| Wyprawa szaleńców                                             | zbiór opowiadań Obywatel, który się zawiesił | 2011           |                                                                                |
| Telefon                                                       | antologia Głos Lema, Powergraph | 2011           |                                                                                |
| A pierwsi będą ostatnimi                                      | antologia Science Fiction, Powergraph | 2011           |                                                                                |
| Felix, Net i Nika oraz Wędrujące Samogłoski                   | Nowa Fantastyka 1/2012 | 2011           |                                                                                |
| Felix, Net i Nika oraz Wędrujące Samogłoski                   | zbiór opowiadań Felix, Net i Nika oraz Nadprogramowe Historie | 2013           |                                                                                |
| Staruch                                                       | antologia 2012, Empik | 2012           |                                                                                |
| Miasto ponad i pod                                            | antologia Herosi, Powergraph | 2012           |                                                                                |
| Plecak z najpotrzebniejszymi rzeczami                         | antologia Nowe przygody Bolka i Lolka. Łowcy tajemnic, Znak | 2012           |                                                                                |
| Felix, Net i Nika oraz Romantyczny Interdyscyplinarny Projekt | zbiór opowiadań Felix, Net i Nika oraz Nadprogramowe Historie | 2013           |                                                                                |
| Felix, Net i Nika oraz Wysłannicy                             | zbiór opowiadań Felix, Net i Nika oraz Nadprogramowe Historie | 2013           |                                                                                |
| Felix, Net i Nika oraz Priorytet Zero                         | zbiór opowiadań Felix, Net i Nika oraz Nadprogramowe Historie | 2013           |                                                                                |
| Najbardziej zbliżone określenie                               | zbiór opowiadań Nowi ludzie | 2013           |                                                                                |
| Podwórkowa Agencja Kosmiczna                                  | antologia Nowe przygody Bolka i Lolka. Urodziny, Znak | 2013           |                                                                                |
| Felix Net i Nika oraz Koszmarna Podróż                        | wydanie zeszytowe rozdawane podczas spotkań autorskich, przygotowane na Festiwal Literatury dla Dzieci we Wrocławiu                                                  | 2014           |                                                                                |
| Śnięci rycerze                                                | antologia Legendy Polskie, Grupa Allegro | 2015           |                                                                                |
| Amelia i Kuba. Tajemnica celebryckiej wanny                   | darmowy ebook dostępny na stronie Powergraphu | 2019           |                                                                                |
| Felix, Net i Nika oraz Zygfryd Samozwaniec                    | wydanie zeszytowe było rozpowszechniane bezpłatnie w księgarniach Świata Książki oraz dołączane do zamówień składanych w sklepie internetowym wydawnictwa Powergraph | 2021           |                                                                                |
| Ty nad poziom wylatuj                                         | antologia Utopay, HARDE Wydawnictwo | 2022           |                                                                                |
| Nadzieja                                                      | Ku gwiazdom. Antologia Polskiej Fantastyki Naukowej 2023, Wydawnictwo IX                                                                                             | 2023           |                                                                                |
| Boże nawiedzenie                                              | darmowy ebook dostępny na stronie Powergraphu | 2023           | współautorzy: Radek Rak, Justyna Hankus, Wit Szostak                           |
| Qsmos                                                         | Felix, Net i Nika oraz Fantologia | 2024           |                                                                                |
| Kodeks umysłu                                                 | antologia PoznAI przyszłość. Opowiadania o umyśle i nauce, Powergraph                                                                                                | 2024           |                                                                                |

### Inne prace
Rafał Kosik dwukrotnie adaptował swoje książki na scenariusze filmowe.
Powieść Felix, Net i Nika oraz Gang Niewidzialnych Ludzi zaadaptował wspólnie z Wiktorem Skrzyneckim na scenariusz serialu, który ostatecznie nie powstał. Tekst był jednak prezentowany na Polsko-Włoskim Konkursie na Scenariusz Filmu dla Młodego Widza, gdzie zdobył drugą nagrodę.
Powieść Felix, Net i Nika oraz Teoretycznie Możliwa Katastrofa zaadaptował wspólnie z Wiktorem Skrzyneckim na scenariusz filmu o tym samym tytule, który miał premierę w 2012 roku. Produkcja otrzymała nagrodę na International Family Film Festival w Los Angeles.

### Przekłady na języki obce
| Utwór                                                  | Język przekładu | Tłumacz                     | Tytuł przekładu                                           | Wydawca            | Rok wydania |
| ------------------------------------------------------ | --------------- | --------------------------- | --------------------------------------------------------- | ------------------ | ----------- |
| Felix, Net i Nika oraz Gang Niewidzialnych Ludzi       | litewski        | Jolanta Kvaukaitė           | Felixas, Netas ir Nika bei Nematomųjų Gauja               | Varga              | 2006        |
| Felix, Net i Nika oraz Gang Niewidzialnych Ludzi       | czeski          | Martin Kuchař, Bohdan Polak | Felix, Net a Nika – Gang Neviditelných                    | Albatros           | 2009        |
| Felix, Net i Nika oraz Gang Niewidzialnych Ludzi       | węgierski       | Németh Orsolya              | Félix, Net, Nika és a Láthatatlan Emberek Bandája         | Pongrác            | 2011        |
| Felix, Net i Nika oraz Gang Niewidzialnych Ludzi       | ukraiński       | Irena & Olena Shevchenko    | Фелікс, Нет і Ніка та банда «Невидимих»                   | АССА               | 2019        |
| Felix, Net i Nika oraz Teoretycznie Możliwa Katastrofa | węgierski       | Berg Éva Mária              | Félix, Net, Nika és az Elméletileg Lehetséges Katasztrófa | Pongrác            | 2012        |
| Felix, Net i Nika oraz Teoretycznie Możliwa Katastrofa | ukraiński       | Irena & Olena Shevchenko    | Фелікс, Нет і Ніка та теоретично можлива катастрофа       | АССА               | 2019        |
| Felix, Net i Nika oraz Pałac Snów                      | ukraiński       | Irena & Olena Shevchenko    | Фелікс, Нет і Ніка та Палац снів                          | АССА               | 2019        |
| Felix, Net i Nika oraz Pułapka Nieśmiertelności        | ukraiński       | Irena & Olena Shevchenko    | Фелікс, Нет і Ніка та Пастка Безсмертя                    | АССА               | 2020        |
| Felix, Net i Nika oraz Orbitalny Spisek                | ukraiński       | Irena & Olena Shevchenko    | Фелікс, Нет і Ніка та орбітальна змова                    | АССА               | 2021        |
| Vertical                                               | czeski          | Robert Pilch                | Vertikal                                                  | Laser-books        | 2009        |
| Ostatni oddech w: Star City - Opowieści z Marsa        | niemiecki       |                             | Der Letzte Atemzug w: Star City - Geschichten vom Mars    | Edition Fototapeta | 2007        |
| Telefon w: Głos Lema                                   | rosyjski        | K. Pleshkov                 | Вспышка w: Голос Лема                                     | АСТ                | 2017        |
| Amelia i Kuba. Kuba i Amelia. Godzina duchów           | ukraiński       |                             | Амелія і Куба. Куба і Амелія. Година привидів             | АССА               | 2022        |